# Comment j'ai capturé un fantôme
Comment j'ai capturé un fantôme est le 10e et dernier roman de la série d'aventures pour la jeunesse Larry J. Bash créée par « Lieutenant X » (Vladimir Volkoff). Ce roman, publié en 1984 dans la Bibliothèque verte, est censé avoir été traduit par  « Gil Hérel ». Il a été réédité en 1988 dans la Bibliothèque Verte.
Dans le roman, M. Ney et Larry sont chargés par M. Mopey de découvrir l'identité de la personne qui envoie des courriers de menaces de mort à son épouse cardiaque. Celle-ci pourrait faire un infarctus si les envois devaient continuer. Mopey confie aux deux détectives qu'il pense que les menaces pourraient provenir d'un fantôme.

## Personnages principaux
- Personnages récurrents
  - Larry Bash : 17 ans, lycéen, employé par M. Ney en qualité de détective-assistant.
  - Marshall M. Ney : détective privé, employeur de Larry Bash.
  - Dennis Watts : 17 ans, lycéen, meilleur ami de Larry Bash.

- Personnages liés au roman
  - Melissa Sharp épouse Mopey : épouse d'Owen Mopey.
  - Owen Mopey : directeur général de la principale compagnie d'assurances de Géorgie.
  - Jack Mopey : inventeur désargenté ; fils d'Owen Mopey d'un premier mariage.
  - Jane Mopey-Cooper : environ 30 ans ; fille de Mme Mopey d'un premier mariage.
  - Trevor Cooper :  environ 30 ans ; avocat à Decatur ; mari de Jane.
  - Benjamin Franklin Lear : voisin des époux Mopey.
  - Docteur Goods : cardiologue de Mme Mopey.
  - Mlle Kockleberg : secrétaire de M. Mopey.
  - Bradley Staggerhead : ex-mari de Mme Mopey.
  - M. Napolito : amour de jeunesse de Mme Moppey.
  - Marie-Antoinette : employée de Mme Moppey.

## Résumé
Remarque : le résumé est basé sur l'édition originale cartonnée parue en 1984.

### Mise en place de l'intrigue
Chapitres 1 à 7.
Owen Moppey, directeur général de la principale banque de Géorgie rend visite à M. Ney, à qui il révèle que son épouse reçoit depuis plusieurs semaines des lettres anonymes lui annonçant qu'elle est une mauvaise femme et qu'elle va mourir. Moppey craint que sa femme, cardiaque, ne meure d'une crise cardiaque. L'enquête doit être faite de manière à ne pas alerter Mme Mopey, et si possible, de manière à découvrir qui est le « corbeau ».
M. Ney et Larry commencent par rencontrer le docteur Goods, cardiologue de Mme Mopey. Le médecin leur confirme que celle-ci est cardiaque. Puis les deux hommes rendent visite chez le notaire qui garde le testament de Mme Mopey : soumis au secret professionnel, il ne veut pas leur révéler qui bénéficiera de la fortune de Mme Mopey à sa mort.
De retour à l'agence, ils constatent que M. Mopey leur a transmis le dernier message menaçant reçu. Une analyse fine permet d'apprendre que les lettres ont été tapées à la machine à écrire avec des caractères elite et pica, et que certains caractères présentent des imperfections caractéristiques. Demandant à M. Mopey qu'il leur communique aussi l'enveloppe, on découvre que celle-ci a été faite avec une autre machine à écrire.
À la suite d'une rapide enquête, Ney et Larry (aidés par Dennis Watts) découvrent que la lettre de menaces censée avoir été reçue par Mme Mopey a, en réalité, été rédigée par M. Mopey lui-même. Lorsque Ney lui apprend que le pot-aux-roses a été découvert, Mopey reconnaît sa « fraude ». En réalité, ce ne sont pas des courriers que son épouse avait reçus mais des bruits stressants et récurrents, peut-être émis par un fantôme. C'est pourquoi il n'avait pas révélé la vérité sur cela et qu'il avait confectionné cette fausse lettre de menaces.
Ney et Larry doivent donc reprendre l’enquête de zéro.

### Enquête et aventures
Chapitres 8 à 14.
M. Ney (assisté par Larry) se présente chez Mme Mopey et se fait passer pour un mystique doté de pouvoirs paranormaux. Il lui déclare que ses pouvoirs sont parasités par des rayonnements « dzêta » qui brouillent ses liaisons télépathiques. Elle accepte de répondre à ses questions. Ney procède donc à un interrogatoire en règle sur les menaces émises par un « fantôme ». Dans l’hypothèse d'une escroquerie ou d'un comportement mauvais effectué par un être humain, elle ne voit que deux suspects possibles : son ex-mari Bradley Staggerhead et son amour de jeunesse : M. Napolito. Elle confirme avoir rédigé un testament mais ne veut pas révéler à Ney le bénéficiaire.
Ney demande à Mme Mopey de quitter la demeure pendant la nuit afin de faire taire le fantôme. Elle accepte. Mis dans la confidence du plan du détective, M. Mopey accepte aussi. Ney demande à Larry de se déguiser et de prendre les habits de Mme Mopey et de dormir la nuit dans son lit : il s'agit de faire croire à l'ennemi que Mme Mopey dort chez elle, de vérifier l'absence d'un fantôme et de s'assurer que les hallucinations auditives de Mme Moêy relèvent d'une manipulation concrète. La nuit venue, Larry se met dans le lit. En plein milieu de la nuit, il entend le « fantôme » lui dire que Mme Mopey est une mauvaise cuisinière, une mauvaise joueuse de golf, une mauvaise chrétienne et qu'elle va bientôt mourir.
Au petit matin, Larry a découvert le stratagème : un émetteur radio avait été disposé dans un vase placé dans la salle de bains. C'était cet émetteur radio qui émettait le message. Ney dit à Larry qu'il devra dormir la nuit suivante, encore une fois, dans la chambre de Mme Mopey, pour affiner les recherches. Mais pour la journée à venir, il lui demande de rencontrer un suspect potentiel : Benjamin Franklin Lear (voisin des Mopey). Dennis Watts, le meilleur ami de Larry, se charge de rencontrer Bradley Staggerhead (ex-mari de Mme Mopey) qui est très âgé, impotent et vit en maison de retraite. Larry tente de retrouver M. Napolito : l'homme s'est marié et a eu des enfants. Il n'a aucun ressentiment à l'égard de Mme Mopey. Bref les trois suspects ne paraissent pas avoir trempé dans la machination.

### Dénouement et révélations finales
Chapitres 15 et 16.

## Éditions
- 1984 : Bibliothèque verte (Hachette Jeunesse) - (3ème série) (couverture dure).
- 1988 : Bibliothèque verte (Hachette Jeunesse) - (4ème série) (couverture souple).